# Маркес, Алехандро
Алехандро Самуэль Маркес Перес (исп. Alejandro Samuel Márquez Pérez, 31 октября 1991, Лонкоче) — чилийский футболист, полузащитник, выступающий на правах аренды за чилийский клуб «О’Хиггинс».

## Клубная карьера
Алехандро Маркес начинал свою карьеру футболиста в клубе «Унион Темуко», выступавшим в то время в Примере B. 12 сентября состоялся его профессиональный дебют, когда он вышел на поле в домашнем поединке против команды «Лота Швагер». В середине 2011 года Маркес на правах аренды перешёл в «Универсидад де Чили». 20 ноября того же года он дебютировал на высшем уровне, выйдя на замену в конце дерби против «Универсидад Католики». Это появление на поле так и осталось для Маркеса единственным за пять месяцев. проведённых в именитом клубе. В начале 2012 года он вернулся в «Унион Темуко». После объединения в 2013 году последнего с командой «Депортес Темуко» Маркес соответственно стал её футболистом. В середине 2014 он на правах аренды перешёл в клуб Примеры «Палестино», за которую играл регулярно на высшем уровне. 14 декабря 2014 года Маркес забил свой первый гол в рамках Примеры, открыв счёт в домашней встрече с «Уачипато».
В середине 2015 года Маркес был отдан в аренду другому клубу Примеры «О’Хиггинсу».

## Достижения
«Универсидад де Чили»
- Чемпион Чили (3): Кл. 2011